# Parafia Chrystusa Króla w Chojniku
Parafia Chrystusa Króla w Chojniku – parafia rzymskokatolicka należąca do dekanatu Odolanów diecezji kaliskiej. Została utworzona w 1952. Prowadzą ją księża diecezjalni.
Kościół parafialny wybudowany w latach 1925–1926.